# Arnaldo Pereira
Arnaldo Augusto Rodrigues Pereira (né le 16 juin 1979 à Bragance au Portugal) est un joueur international de futsal portugais. Il évolue en Italie au poste d'ailier au Petrarca Padova.

## Palmarès
- Freixieiro
  - Champion du Portugal de futsal en 2002

- Benfica
  - Vainqueur de la Coupe de futsal de l'UEFA en 2010
  - Champion du Portugal de futsal en 2003, 2005, 2008, 2009, 2012
  - Vainqueur de la Coupe du Portugal de futsal en 2003, 2005, 2009 et 2012
  - Vainqueur de la Supercoupe du Portugal de futsal en 2004, 2008, 2010 et 2012

- Nikars
  - Champion de Lettonie de futsal en 2012 et 2013